# Vitos Klinik für Psychiatrie und Psychotherapie Hadamar

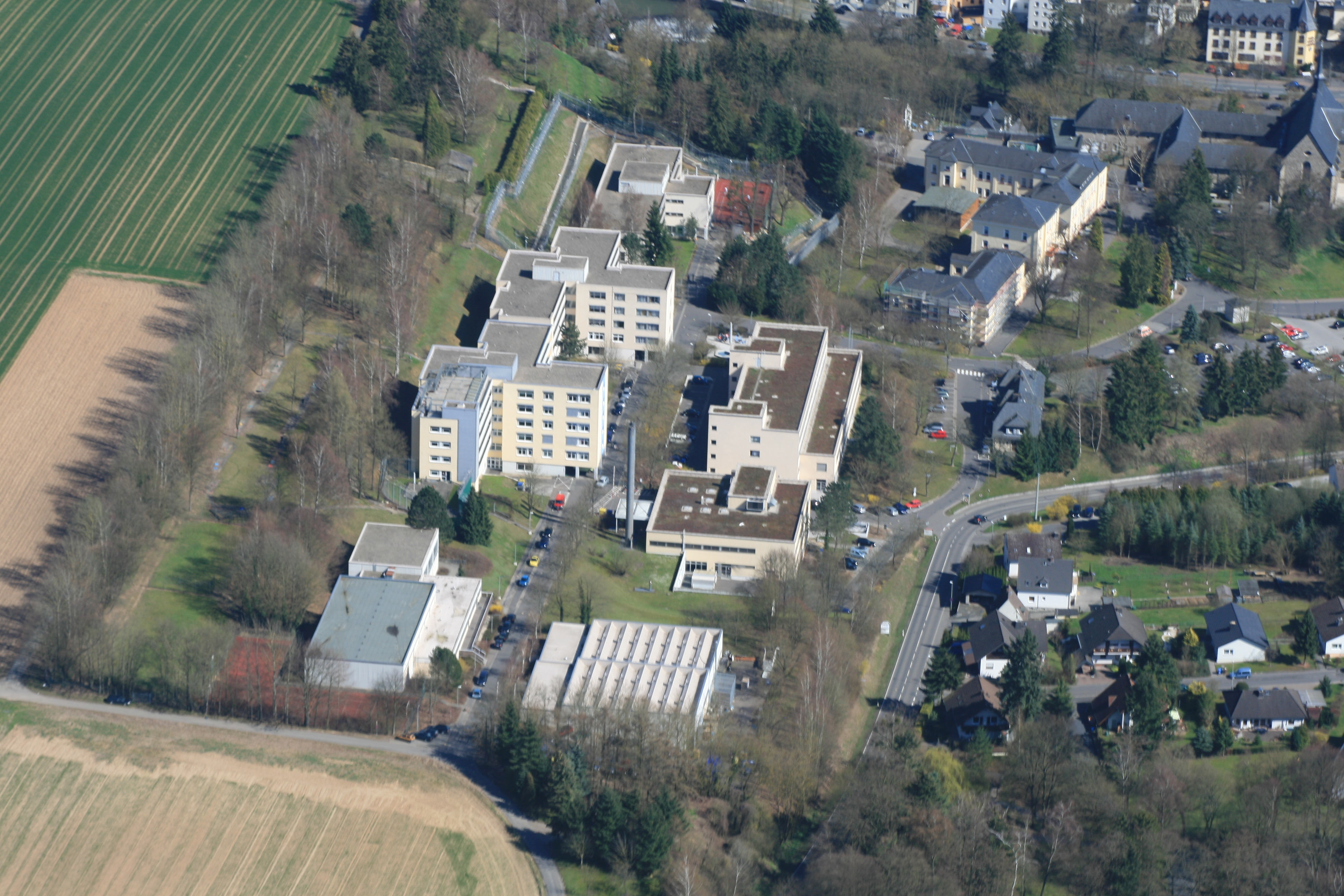
Luftaufnahme des Klinikgeländes aus dem Jahr 2010, vor der Erweiterung, aus Richtung Westen

Die Vitos Klinik für Psychiatrie und Psychotherapie Hadamar ist eine Klinik in der Straße Mönchberg 8 in Hadamar, Hessen. Träger ist die Vitos Weil-Lahn gGmbH. Ärztliche Direktorin ist seit dem 1. Januar 2022 Sandra Manegold. Die Klinik verfügt über 93 Betten.

## Geschichte

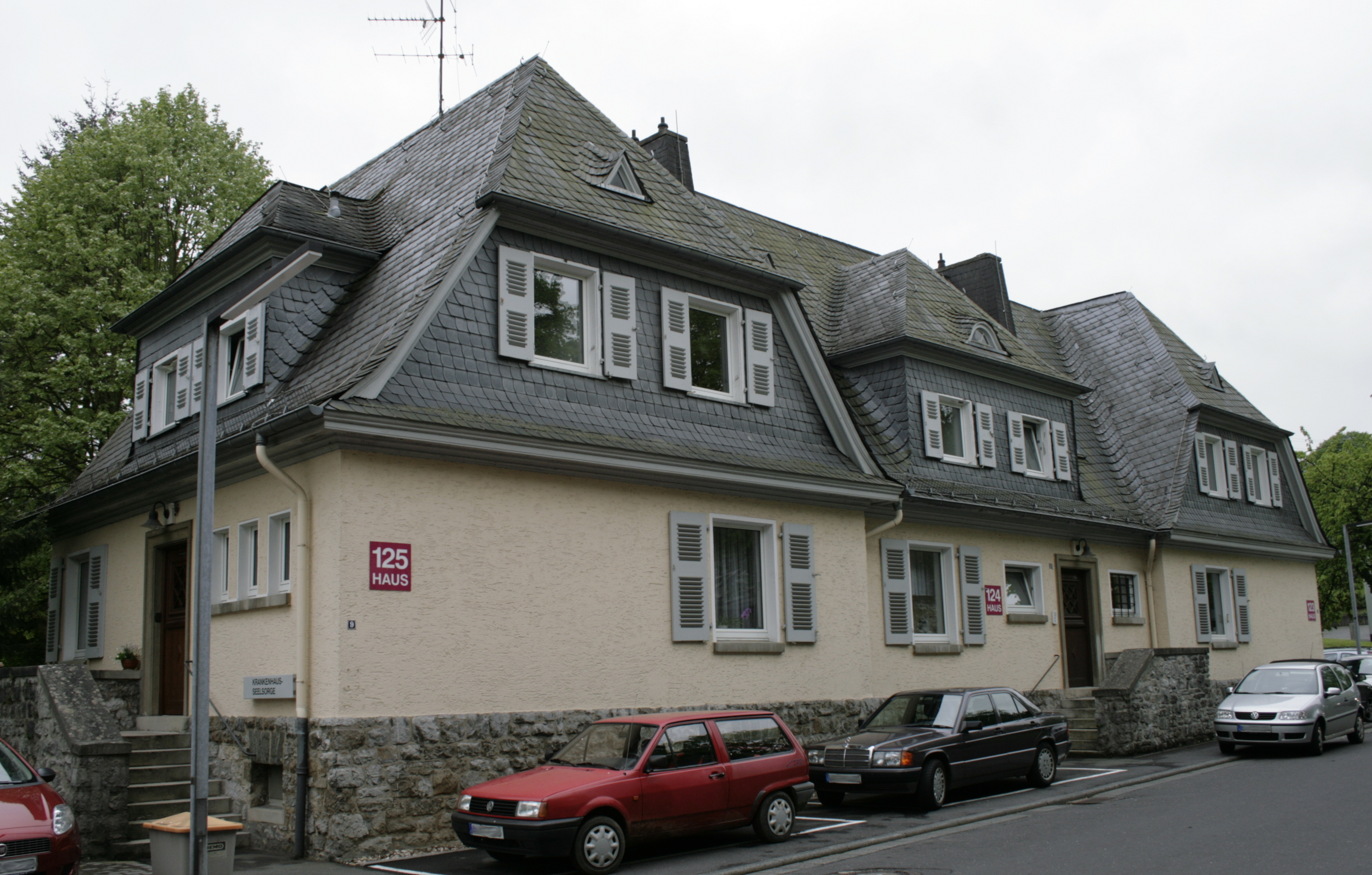
Die denkmalgeschützten historischen Bediensteten-Wohngebäude werden heute noch von der Klinik genutzt.

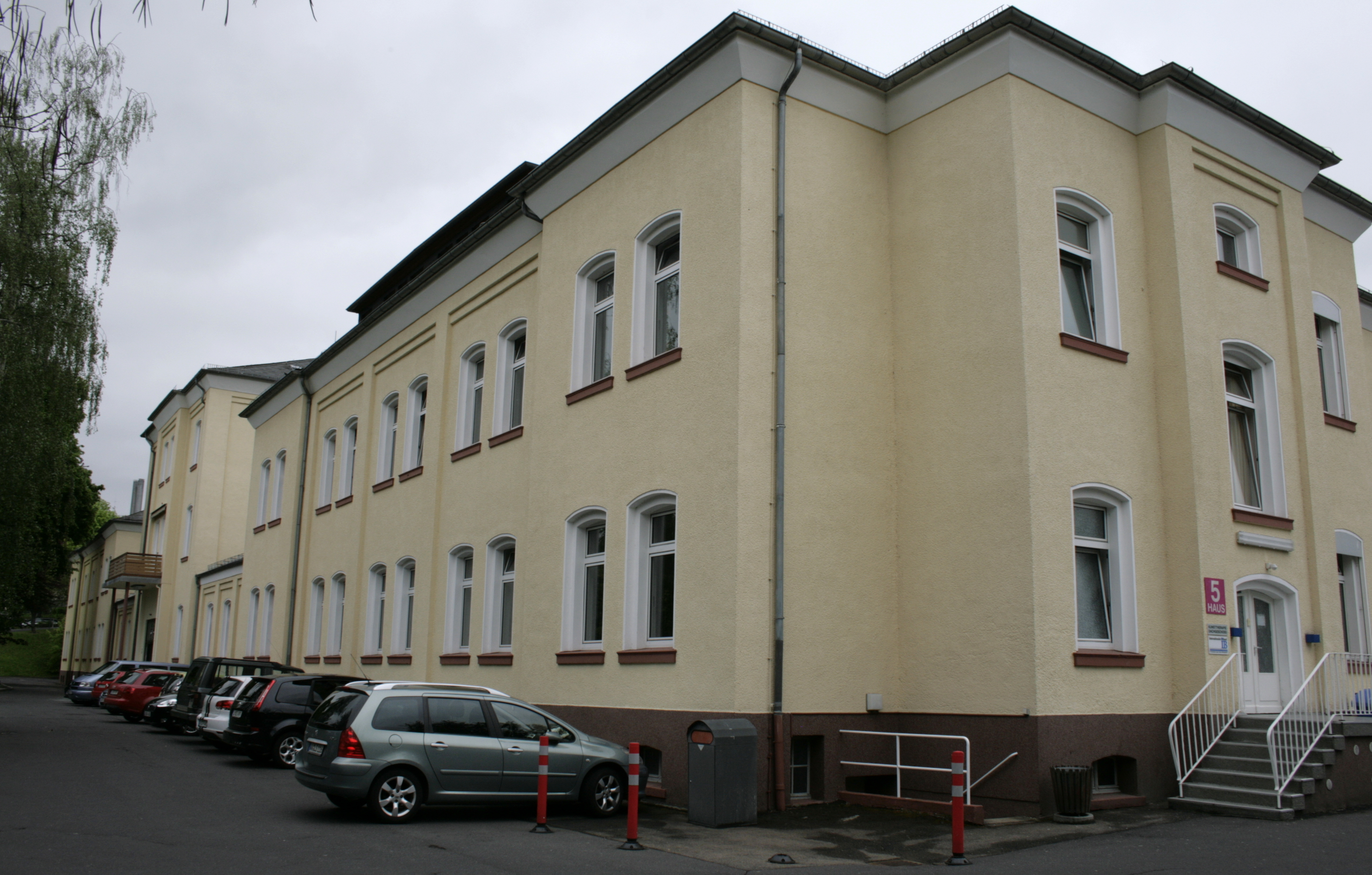
Das 1883 fertiggestellte ehemalige Hauptgebäude der Klinik

Die Ägidienkirche auf dem Mönchberg (eigentlich ein Plateau über dem Tal des Elbbachs) westlich des Hadamarer Stadtkerns steht der Nachfolgebau der ältesten nachweislichen Kirche der Stadt. Dort siedelte sich im 17. Jahrhundert der Franziskanerorden an und ließ die heute vorhandene Kirche und Klostergebäude errichten. Nach der Klosteraufhebung zu Beginn des 19. Jahrhunderts wurden in den Räumen des ehemaligen Franziskanerklosters verschiedene Heileinrichtungen des Herzogtums Nassau etabliert.
In den Jahren 1828 bis 1872 befand sich dort die Hebammenlehr- und Entbindungsanstalt für das Herzogtum.
Im Jahr 1867 richtete die preußische Verwaltung im kurz zuvor annektierten Herzogtum Nassau den Kommunalverband Wiesbaden ein, der, wie andernorts in Preußen auch, eine Korrektionsanstalt einrichten sollte. Der Verband kam dieser Aufgabe nur zögerlich nach und nutzte das Kloster Eberbach für Frauen und das Zuchthaus Ziegenhain für Männer als provisorische Korrektionsanstalten. Später wurden Einrichtungen im benachbarten Regierungsbezirk Kassel mitbenutzt. Angesichts der schnell wachsenden Zahl von Korrigenden wurde schließlich doch von 1880 bis 1883 der Gebäudebestand auf dem Hadamarer Mönchberg zu diesem Zweck nach Plänen von Eduard Zais deutlich erweitert. Der Neubau kostete 426.000 Mark. Zais hatte rund 40 Jahre zuvor bereits die Gebäude der Heil- und Pflegeanstalt Eichberg bei Eltville geplant. Die Hadamarer Neubauten sind sichtbar an die im Landhausstil gehaltene Anlage Eichberg angelehnt.

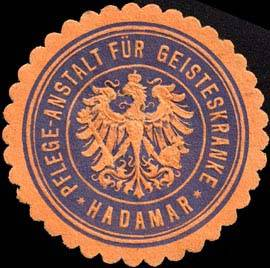
Siegelmarke der Pflegeanstalt

Am 1. Oktober 1883 nahm schließlich die Korrigendenanstalt für so genannte Besserungshäftlinge ihren Betrieb mit 135 Insassen auf. Bei den Insassen handelte es sich hauptsächlich um Landstreicher und Prostituierte, die nach Haftstrafen noch eine zusätzliche Besserungshaft verbüßen mussten. Während die Männer Unterschichtsangehörige aus dem gesamten Regierungsbezirk waren, kamen die Frauen mehrheitlich aus Frankfurt und Wiesbaden. Träger der Einrichtung war der Landarmenverband für den Regierungsbezirk Wiesbaden. 1890 wurde die Korrigendenanstalt um eine Landarmenanstalt für nicht vorbestrafte sogenannt „arbeitsscheue“ Arme aus der näheren Region erweitert, die im Konventsgebäude des ehemaligen Klosters untergebracht wurde. Sie konnte zehn Männer und sechs Frauen aufnehmen, war aber meist deutlich unterbelegt. Im Jahr 1887 wurde mit 225 männlichen und 110 weiblichen Korrigenden die stärkste Belegung der Anstalt erreicht. Danach gingen die Zahlen kontinuierlich zurück, was sich negativ auf die Wirtschaftlichkeit der Anstalt auswirkte. Ende März 1906 waren 65 Männer und 25 Frauen untergebracht.
Im Jahr 1906 ging aus der Korrigendenanstalt die Landesheilanstalt Hadamar hervor. Die Landarmenanstalt sowie ein 15-köpfiger Arbeitstrupp aus Korrigenden verblieben vorerst in Hadamar. Während des Ersten Weltkriegs befand sich in den Räumen der wieder „Pflegeanstalt“ genannten Einrichtung ein Lazarett.
Im NS-Staat wurde dort die Tötungsanstalt Hadamar betrieben. Im August 1941 wurde der 10.000. getötete Patient mit einer Feier begangen. Insgesamt wurden etwa 15.000 Patienten ermordet.
In den 1970er Jahren wurden drei Gebäude errichtet: Die Forensik mit zwei Gebäuden mit 140 Plätzen sowie die Psychiatrie für 85 Patienten. Die Forensik ist eine Maßregelvollzugseinrichtung nach § 64 StGB für suchtkranke Straftäter. Etwa 90 Prozent der Patienten werden rückfällig. Patienten konnten in den ehemaligen Klosterräumen bei der Aegidienkirche besucht werden.
Die Forensik und die Psychiatrie wurden ab 2017 abgerissen. Seit dem Jahr 2018 entstand ein etwa 100 m langer und 18 Millionen Euro teurer Neubau. Haus 1, das Verwaltungsgebäude der Kliniken, blieb bestehen.